# Thur (Svizzera)
La Thur è un fiume svizzero di 125 km.
La sorgente della Thur è situata nel massiccio del Säntis nel comune di Wildhaus-Alt Sankt Johann nel Canton San Gallo. In seguito scorre nel Canton Turgovia al quale dà il nome. Infine scorre nel Canton Zurigo fino a Flaach dove si getta nel Reno.
Il suo nome deriva dalla parola indoeuropea Dhu che significa compresso.